# Daniel (warenhuis)
WJ Daniel & Company Ltd, handelend onder de naam Daniel, is een Engelse warenhuisketen en heeft het predicaat van hofleverancier. In 1901 opende Walter James Daniel een eerste textielwinkel in Ealing. In 1918 werd het warenhuis aan de Peascod Street in Windsor geopend door Charles Daniel, de zoon van de oprichter. Op deze locatie in het centrum van Windsor heeft de warenhuisketen nog steeds zijn vlaggenschipwinkel. De keten is in particulier bezit. Over het boekjaar 2015 had de keten een omzet van 12,6 miljoen Britse pond.

## Warenhuislocaties
Het warenhuis heeft in 2020 vestigingen in Ealing, Chiswick en Windsor. Daarnaast had de onderneming modewinkels in Cardiff, Ebbw Vale, Newbury, Reading en Slough. 